# Gul myrmätare
Gul myrmätare, Aspitates gilvaria är en fjärilsart som beskrevs av Michael Denis och Ignaz Schiffermüller, 1775. Gul myrmätare ingår i släktet Aspitates och familjen mätare, Geometridae. Enligt den finländska rödlistan är arten sårbar i Finland. Artens livsmiljö är öppna, mineralfattiga myrar. Arten är ännu inte påträffad i Sverige. Fyra underarter finns listade i Catalogue of Life, Aspitates gilvaria burrenensis Cockayne, 1951, Aspitates gilvaria kukunorensis Wehrli, 1953, Aspitates gilvaria minimus Vojnits, 1975 och Aspitates gilvaria orientaria Alphéraky, 1882.

## Bildgalleri

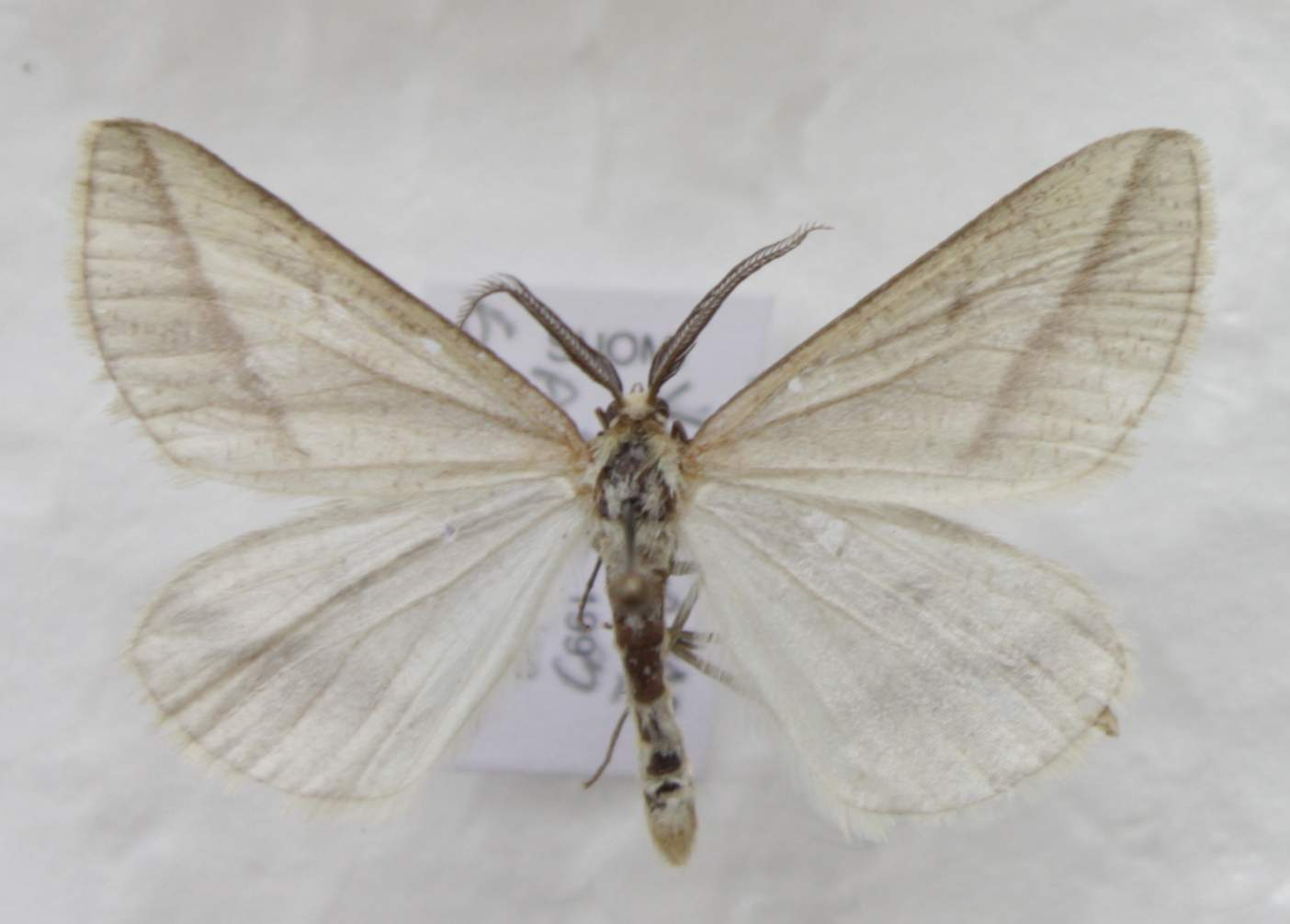
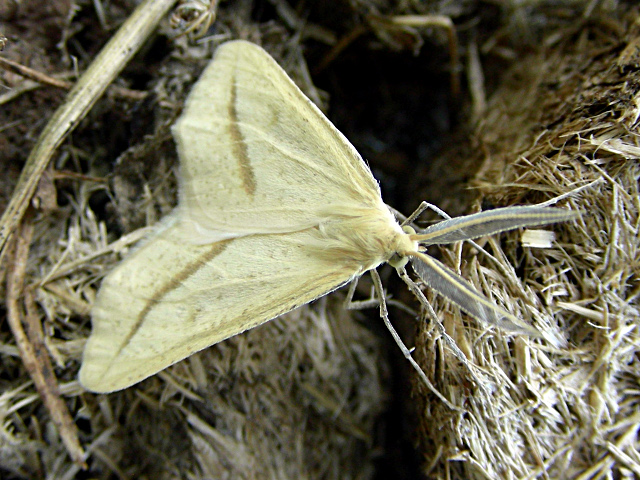
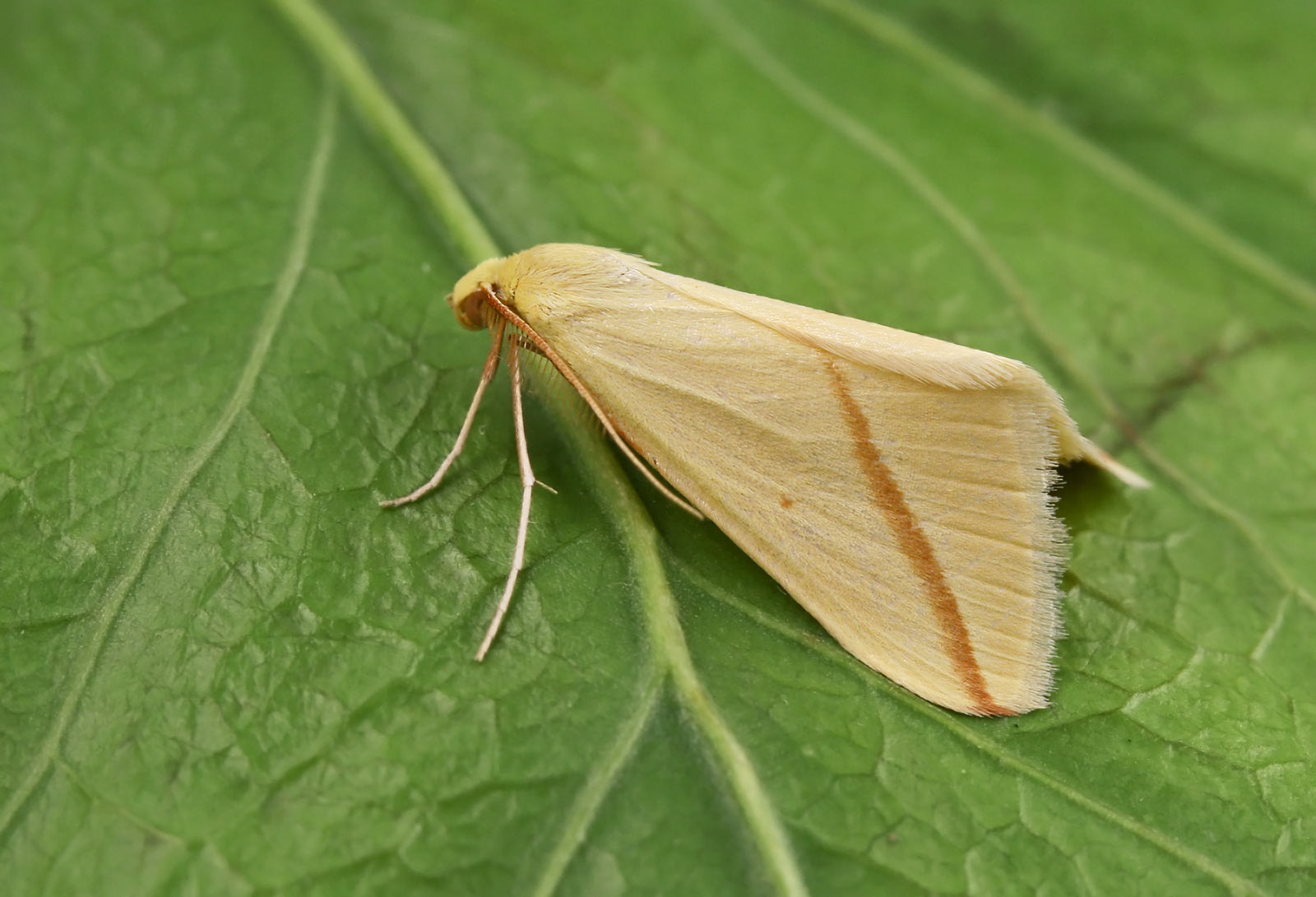